# Ilustralu
Ilustralu (Currais Novos, 1992) é o pseudônimo da quadrinista brasileira Luiza de Souza. Graduada em Publicidade pela UFRN, trabalha como ilustradora e desenhista de histórias em quadrinhos. Começou a publicar seus trabalhos na internet, abordando temas como relacionamento e cotidiano. É mais conhecida pela webcomic Arlindo, que foi publicada em livro em 2021 pela editora Seguinte. No ano seguinte, ganhou o CCXP Awards de melhor quadrinho (por Arlindo) e o 34º Troféu HQ Mix nas categorias melhor novo talento - desenhista, melhor novo talento - roteirista, melhor publicação juvenil e melhor web quadrinhos.